# Gent–Wevelgem
Gent–Wevelgem (oficiálně Gent–Wevelgem – In Flanders Fields) je jednodenní cyklistický závod konaný v Belgii od roku 1934. Je součástí Vlámského cyklistického týdne a koná se na konci března, poslední neděli před závodem Kolem Flander. 
Ačkoliv je závod často označován za sprinterskou klasiku kvůli rovinatému závěru, tak datum konání často znamená, že jsou jezdci testováni větrem a deště. Na trase jsou také krátká stoupání, dvakrát se stoupá i na dlážděný Kemmelberg. Několik ročníků vyvrcholilo hromadným dojezdem, ale většinou se o vítězi rozhoduje z uniknuvší skupiny. 
V roce 2005 byl závod zahrnut do úvodního ročníku UCI ProTour a v roce 2011 do jejího nástupce, UCI World Tour. Od roku 2011 je závod organizován společností Flanders Classics. Od roku 2012 se ve stejný den jako mužský závod koná též ženský závod. 
Šest jezdců sdílí rekord v počtu vítězství. Belgičani Robert Van Eenaeme, Rik Van Looy, Eddy Merckx a Tom Boonen, Ital Mario Cipollini a Slovák Peter Sagan vyhráli závod třikrát za svou kariéru. Sagan se též dostal šestkrát na pódium. 
Kvůli pandemii covidu-19 byl ročník 2020 odložen na 11. října.

## Seznam vítězů
| Rok       | Země               | Jezdec                 | Tým                                     |
| --------- | ------------------ | ---------------------- | --------------------------------------- |
| 1934      | Belgie             | Gustave Van Belle      |                                         |
| 1935      | Belgie             | Albert Depreitre       |                                         |
| 1936      | Belgie             | Robert Van Eenaeme     |                                         |
| 1937      | Belgie             | Robert Van Eenaeme     |                                         |
| 1938      | Belgie             | Hubert Godart          |                                         |
| 1939      | Belgie             | André Declerck         |                                         |
| 1940–1944 | Nejelo se          | Nejelo se              | Nejelo se                               |
| 1945      | Belgie             | Robert Van Eenaeme     |                                         |
| 1946      | Belgie             | Ernest Sterckx         | Alcyon                                  |
| 1947      | Belgie             | Maurice Desimpelaere   | Alcyon                                  |
| 1948      | Belgie             | Valère Ollivier        |                                         |
| 1949      | Belgie             | Marcel Kint            |                                         |
| 1950      | Belgie             | Briek Schotte          | Alcyon                                  |
| 1951      | Belgie             | André Rosseel          |                                         |
| 1952      | Belgie             | Raymond Impanis        |                                         |
| 1953      | Belgie             | Raymond Impanis        |                                         |
| 1954      | Švýcarsko          | Rolf Graf              |                                         |
| 1955      | Belgie             | Briek Schotte          | Alcyon                                  |
| 1956      | Belgie             | Rik Van Looy           |                                         |
| 1957      | Belgie             | Rik Van Looy           |                                         |
| 1958      | Belgie             | Noel Fore              |                                         |
| 1959      | Belgie             | Léon Van Daele         |                                         |
| 1960      | Belgie             | Frans Aerenhouts       |                                         |
| 1961      | Belgie             | Frans Aerenhouts       |                                         |
| 1962      | Belgie             | Rik Van Looy           |                                         |
| 1963      | Belgie             | Benoni Beheyt          |                                         |
| 1964      | Francie            | Jacques Anquetil       | Saint-Raphaël–Gitane–Dunlop             |
| 1965      | Belgie             | Noel De Pauw           |                                         |
| 1966      | Belgie             | Herman Van Springel    |                                         |
| 1967      | Belgie             | Eddy Merckx            | Peugeot                                 |
| 1968      | Belgie             | Rik Van Looy           | Flandria–De Clerck                      |
| 1969      | Belgie             | Willy Vekemans         | Goldor–Hertekamp–Gerka                  |
| 1970      | Belgie             | Eddy Merckx            | Faemino–Faema                           |
| 1971      | Belgie             | Georges Pintens        | Hertekamp–Magniflex                     |
| 1972      | Belgie             | Roger Swerts           | Molteni                                 |
| 1973      | Belgie             | Eddy Merckx            | Molteni                                 |
| 1974      | Spojené království | Barry Hoban            | Gan–Mercier                             |
| 1975      | Belgie             | Freddy Maertens        | Carpenter–Confortluxe–Flandria          |
| 1976      | Belgie             | Freddy Maertens        | Flandria–Velda–West Vlaams Vleesbedrijf |
| 1977      | Francie            | Bernard Hinault        | Gitane–Campagnolo                       |
| 1978      | Belgie             | Ferdi Van Den Haute    | Marc Zeepcentrale–Superia–ISC           |
| 1979      | Itálie             | Francesco Moser        | Sanson                                  |
| 1980      | Nizozemsko         | Henk Lubberding        | TI–Raleigh–Creda                        |
| 1981      | Nizozemsko         | Jan Raas               | TI–Raleigh–Creda                        |
| 1982      | Belgie             | Frank Hoste            | TI–Raleigh–Campagnolo                   |
| 1983      | Nizozemsko         | Leo van Vliet          | TI–Raleigh–Campagnolo                   |
| 1984      | Itálie             | Guido Bontempi         | Carrera–Inoxpran                        |
| 1985      | Belgie             | Eric Vanderaerden      | Panasonic                               |
| 1986      | Itálie             | Guido Bontempi         | Carrera–Inoxpran                        |
| 1987      | Nizozemsko         | Teun van Vliet         | Panasonic                               |
| 1988      | Irsko              | Sean Kelly             | Kas                                     |
| 1989      | Nizozemsko         | Gerrit Solleveld       | Superconfex–Yoko                        |
| 1990      | Belgie             | Herman Frison          | Histor–Sigma                            |
| 1991      | Sovětský svaz      | Džamolidin Abdužaparov | Carrera Jeans–Tassoni                   |
| 1992      | Itálie             | Mario Cipollini        | GB–MG                                   |
| 1993      | Itálie             | Mario Cipollini        | GB–MG                                   |
| 1994      | Belgie             | Wilfried Peeters       | GB–MG                                   |
| 1995      | Dánsko             | Lars Michaelsen        | Festina–Lotus                           |
| 1996      | Belgie             | Tom Steels             | Mapei–GB                                |
| 1997      | Francie            | Philippe Gaumont       | Cofidis                                 |
| 1998      | Belgie             | Frank Vandenbroucke    | Mapei–Bricobi                           |
| 1999      | Belgie             | Tom Steels             | Mapei–Quick-Step                        |
| 2000      | Belgie             | Geert Van Bondt        | Farm Frites                             |
| 2001      | Spojené státy      | George Hincapie        | U.S. Postal Service                     |
| 2002      | Itálie             | Mario Cipollini        | Acqua e Sapone–Cantina Tollo            |
| 2003      | Německo            | Andreas Klier          | Team Telekom                            |
| 2004      | Belgie             | Tom Boonen             | Quick-Step–Davitamon                    |
| 2005      | Belgie             | Nico Mattan            | Davitamon–Lotto                         |
| 2006      | Norsko             | Thor Hushovd           | Crédit Agricole                         |
| 2007      | Německo            | Marcus Burghardt       | T-Mobile Team                           |
| 2008      | Španělsko          | Óscar Freire           | Rabobank                                |
| 2009      | Norsko             | Edvald Boasson Hagen   | Team Columbia–High Road                 |
| 2010      | Rakousko           | Bernhard Eisel         | Team HTC–Columbia                       |
| 2011      | Belgie             | Tom Boonen             | Quick-Step                              |
| 2012      | Belgie             | Tom Boonen             | Omega Pharma–Quick-Step                 |
| 2013      | Slovensko          | Peter Sagan            | Cannondale                              |
| 2014      | Německo            | John Degenkolb         | Giant–Shimano                           |
| 2015      | Itálie             | Luca Paolini           | Team Katusha                            |
| 2016      | Slovensko          | Peter Sagan            | Tinkoff                                 |
| 2017      | Belgie             | Greg Van Avermaet      | BMC Racing Team                         |
| 2018      | Slovensko          | Peter Sagan            | Bora–Hansgrohe                          |
| 2019      | Norsko             | Alexander Kristoff     | UAE Team Emirates                       |
| 2020      | Dánsko             | Mads Pedersen          | Trek–Segafredo                          |
| 2021      | Belgie             | Wout van Aert          | Team Jumbo–Visma                        |
| 2022      | Eritrea            | Biniam Girmay          | Intermarché–Wanty–Gobert Matériaux      |
| 2023      | Francie            | Christophe Laporte     | Team Jumbo–Visma                        |
| 2024      | Dánsko             | Mads Pedersen          | Lidl–Trek                               |
| 2025      | Dánsko             | Mads Pedersen          | Lidl–Trek                               |

### Vícenásobní vítězové
Jezdci psaní kurzívou jsou stále aktivní
| Vítězství | Jezdec             | Země      | Ročníky          |
| --------- | ------------------ | --------- | ---------------- |
| 3         | Robert Van Eenaeme | Belgie    | 1936, 1937, 1945 |
| 3         | Rik Van Looy       | Belgie    | 1956, 1957, 1962 |
| 3         | Eddy Merckx        | Belgie    | 1967, 1970, 1973 |
| 3         | Mario Cipollini    | Itálie    | 1992, 1993, 2002 |
| 3         | Tom Boonen         | Belgie    | 2004, 2011, 2012 |
| 3         | Peter Sagan        | Slovensko | 2013, 2016, 2018 |
| 3         | Mads Pedersen      | Dánsko    | 2020, 2024, 2025 |
| 2         | Raymond Impanis    | Belgie    | 1952, 1953       |
| 2         | Briek Schotte      | Belgie    | 1950, 1955       |
| 2         | Frans Aerenhouts   | Belgie    | 1960, 1961       |
| 2         | Freddy Maertens    | Belgie    | 1975, 1976       |
| 2         | Guido Bontempi     | Itálie    | 1984, 1986       |
| 2         | Tom Steels         | Belgie    | 1996, 1999       |

### Vítězství podle zemí
| Vítězství | Země                                                                                      |
| --------- | ----------------------------------------------------------------------------------------- |
| 50        | Belgie                                                                                    |
| 7         | Itálie                                                                                    |
| 5         | Nizozemsko                                                                                |
| 4         | Francie                                                                                   |
| 3         | Dánsko Německo Norsko Slovensko                                                           |
| 1         | Rakousko Irsko Sovětský svaz Španělsko Švýcarsko Spojené království Spojené státy Eritrea |